# In This Moment We Are Free – Cities
In This Moment We Are Free – Cities é o álbum de estreia da banda de metal progressivo VUUR. Foi lançado em 20 de outubro de 2017, pela InsideOut Mucic. Além da edição regular, o álbum foi lançado em edições especiais, incluindo um CD digipak e um gatefold 2LP + CD (que inclui gravura no lado D).
A líder da banda e vocalista Anneke van Giersbergen citou o antigo parceiro Devin Townsend como uma influência para o álbum. Marcela Bovio havia sido escalada para fazer vocais de apoio no álbum, mas ela deixou a banda em meio à produção devido a divergências sobre a direção que os vocais deveriam seguir.

## Informações das faixas
Todas as canções do álbum são inspiradas por cidades visitadas por Giersbergen durante seus anos de turnê. As cidades envolvidas são Berlim, Roterdã, Beirute, São Francisco, Rio de Janeiro, Londres, Santiago, Cidade do México, Helsinque, Istambul e Paris. De acordo com Giersbergen:
| “ | Os temas das letras deste álbum giram em torno de cidades e liberdade. A exposição a grandes cidades pode ser esmagadora e você pode se sentir engolido por tudo à sua volta. Ao mesmo tempo, é fácil ser um estranho numa cidade grande e para mim isso traz um sentimento de liberdade também. Neste último ano eu pensei muito sobre as vantagens do interior em comparação à vida urbana, uma vez que eu e minha família estamos nos mudando de volta para a cidade. É bastante empolgante, mas ao mesmo tempo eu conheço aquele senso de solidão urbana de experiências passadas. A capa representa essa dualidade. | ” |

Em 8 de setembro de 2017, um vídeo para a faixa de abertura "My Champion – Berlin" foi lançado. Comentando sobre ela, Anneke disse que ela "serve como uma espécie de mestre de cerimônias. É ao mesmo tempo pesada e melódica, mostra a capacidade técnica da banda, mas você ainda pode cantar junto. [...] Esta canção é sobre Berlim após a Segunda Guerra Mundial. A deusa da Siegessäule foi elevada para comemorar as vitórias militares, mas na faixa a cidade fala com ela pedindo-lhe ajuda para superar tempos difíceis". A canção foi composta pelo guitarrista Jord Otto.
"The Fire – San Francisco" fala sobre a vida das pessoas antes, durante e após o Terremoto de 1906 em São Francisco. A faixa "Days Go By – London" fala sobre o Grande incêndio de Londres na perspectiva do próprio fogo, embora seja também uma canção sobre esperança. Foi a primeira canção a ser gravada para o álbum.

## Recepção da crítica
| Críticas profissionais | Críticas profissionais |
| Avaliações da crítica  | Avaliações da crítica  |
| Fonte                  | Avaliação              |
| ---------------------- | ---------------------- |
| Angry Metal Guy        | [ 10 ]                 |
| Echoes and Dust        | mixta                  |
| The Prog Report        | positiva               |
| Prog                   | mixta                  |

O álbum recebeu de críticas mistas a positivas por parte da crítica, com a maioria dos críticos elogiando a performance de Anneke, mas alguns criticando a criação das faixas.
GardensTale, do Angry Metal Guy, apontou alguns problemas como um baixo mal representado e uma "tentativa de parede de som durante os episódios de grandiosidade triunfante [que] limita a dinâmica", mas acabou chamando o álbum de "verdadeiramente excelente" e o considerou talvez "a música mais pesada que Anneke lançou até hoje".
Escrevendo para o Echoes and Dust, Michael Baker se mostrou menos entusiasmado com o lançamento. Embora ele tenha elogiado a performance de Anneke, ele sentiu que "as faixas não exatamente fazem jus a essas alturas. Através de Vuur, você pode ouvir momentos de Devin Townsend e Arjen Lucassen do Ayreon, mas há uma sensação de uma falta de confiança que significa que o Vuur sempre pega o caminho mais seguro e conhecido que em última análise significa que as canções nunca alcançam sua plenitude. Elas nunca são pesadas ou progressivas o bastante para se destacarem ou melódicas e pegajosas o bastante para servirem como power ballads que lotam arenas". Ele terminou chamando a estreia da banda de "competente, porém frustrante".
Numa resenha para o The Prog Report, Craig Ellis Bacon elogiou o peso do álbum e as performances individuais de Anneke e do baterista Ed Warby, bem como a produção do álbum. Ele concluiu dizendo que o álbum é "uma maravilhosa estreia que vê uma 'nova' banda a todo vapor desde o início".
Na Prog, Alex Lynham comentou que "apesar de todo o talento aqui, em última análise o disco se arrasta. Várias faixas do álbum são excessivamente longas e similares, e apesar dos ganchos vocais e da habilidosa musicalidade, há uma ausência de momentos 'uau'. O LP chega ao seu melhor quando ele fica mais próximo do tipo mais cinemático de metal que o Devin Townsend Project usa ostensivamente [...]. No geral, este é um começo promissor, mas um começo que, espera-se, verá a banda se desenvolvendo em uma direção única em lançamentos futuros".

## Lista de faixas
| N.º            | Título                                                                              | Duração |  |
| 1.             | "My Champion – Berlin" (Meu Campeão – Berlim)                                       | 7:36    |  |
| 2.             | "Time – Rotterdam" (Tempo – Roterdã)                                                | 6:40    |  |
| 3.             | "The Martyr and the Saint – Beirut" (O Mártir e o Santo – Beirute)                  | 5:34    |  |
| 4.             | "The Fire – San Francisco" (O Fogo – São Francisco)                                 | 4:46    |  |
| 5.             | "Freedom – Rio" (Liberdade – Rio)                                                   | 6:06    |  |
| 6.             | "Days Go By – London" (Os Dias Passam – Londres)                                    | 6:30    |  |
| 7.             | "Sail Away – Santiago" (Navegue Para Longe – Santiago)                              | 6:00    |  |
| 8.             | "Valley of Diamonds – Mexico City" (Vale de Diamantes – Cidade do México)           | 6:24    |  |
| 9.             | "Your Glorious Light Will Shine – Helsinki" (Sua Gloriosa Luz Brilhará – Helsinque) | 5:32    |  |
| 10.            | "Save Me – Istanbul" (Salve-me – Istambul)                                          | 5:04    |  |
| 11.            | "Reunite! – Paris" (Reúna-se – Paris)                                               | 4:38    |  |
| Duração total: | Duração total:                                                                      | 64:50   |  |

## Pessoal
- Anneke van Giersbergen - vocal principal e de apoio, guitarra rítmica
- Jord Otto - guitarras
- Ferry Duijsens - guitarras
- Johan van Stratum - baixo
- Ed Warby - bateria

Outros
- Joost van den Broek - produção, criação de faixas
- Mark Holcomb (Periphery), Esa Holopainen (Amorphis), Daniel Cardoso (Anathema) - criação de faixas
- Black & Finch - capa